# Fort Hall
Fort Hall is een plaats (census-designated place) in de Amerikaanse staat Idaho, en valt bestuurlijk gezien onder Bannock County en Bingham County.

## Het fort
De plaats is vernoemd naar een negentiende-eeuws fort dat zo'n 15 kilometer ten westen van de huidige plaats lag, op de linkeroever van de Snake. Het fort werd in 1834 gebouwd door Nathaniel Jarvis Wyeth en in 1837 verkocht aan de Hudson's Bay Company. Het fort lag tot 1846 in het uiterste zuidoosten van de Oregon Country, een gebied dat gezamenlijk door de Verenigde Staten en het Verenigd Koninkrijk bestuurd werd.
Fort Hall speelde een cruciale rol als rust- en bevoorradingspost langs de migratieroutes van de Oregon Trail en de California Trail.

## Demografie
Bij de volkstelling in 2000 werd het aantal inwoners vastgesteld op 3193.

## Geografie
Volgens het United States Census Bureau beslaat de plaats een oppervlakte van
91,1 km², geheel bestaande uit land. Fort Hall ligt op ongeveer 1362 m boven zeeniveau.

## Plaatsen in de nabije omgeving
De onderstaande figuur toont nabijgelegen plaatsen in een straal van 36 km rond Fort Hall.